# Serie B (Italia) 2014-15
La temporada de Serie B 2014/15 es la 83ª edición de la Serie B, segunda división del fútbol italiano.

## Equipos participantes
| Club            | Ciudad     | Temporada 2013/14            | Estadio                          | Aforo  |
| --------------- | ---------- | ---------------------------- | -------------------------------- | ------ |
| Avellino        | Avellino   | 12º en Serie B               | Stadio Partenio-Adriano Lombardi | 24.600 |
| Bari            | Bari       | 6° en Serie B                | Stadio San Nicola                | 58.248 |
| Bologna         | Bolonia    | 19º en Serie A               | Stadio Renato Dall'Ara           | 39.444 |
| Brescia         | Brescia    | 11º en Serie B               | Stadio Mario Rigamonti           | 27.592 |
| Carpi           | Carpi      | 13° en Serie B               | Stadio Sandro Cabassi            | 4.164  |
| Catania         | Catania    | 18º en Serie A               | Stadio Angelo Massimino          | 23.420 |
| Cittadella      | Cittadella | 17º en Serie B               | Stadio Piercesare Tombolato      | 9.631  |
| Crotone         | Crotone    | 7º en Serie B                | Stadio Ezio Scida                | 9.996  |
| Frosinone       | Frosinone  | Ascendido de Prima Divisione | Stadio Matusa                    | 9.680  |
| Latina          | Latina     | 3° en Serie B                | Stadio Domenico Francioni        | 8.000  |
| Livorno         | Livorno    | 20º en Serie A               | Stadio Armando Picchi            | 19.801 |
| Modena          | Módena     | 5º en Serie B                | Alberto Braglia                  | 20.507 |
| Perugia         | Perugia    | Ascendido de Prima Divisione | Stadio Renato Curi               | 28.000 |
| Pro Vercelli    | Vercelli   | Ascendido de Prima Divisione | Stadio Silvio Piola              | 8.000  |
| Pescara         | Pescara    | 15º en Serie A               | Stadio Adriatico                 | 24.500 |
| Spezia          | La Spezia  | 8º en Serie B                | Stadio Alberto Picco             | 10.336 |
| Ternana         | Terni      | 16º en Serie B               | Stadio Libero Liberati           | 17.460 |
| Trapani         | Trapani    | 14º en Serie B               | Stadio Polisportivo Provinciale  | 6.776  |
| Varese          | Varese     | 18º en Serie B               | Stadio Franco Ossola             | 9.926  |
| Vicenza         | Véneto     | Ascendido de Prima Divisione | Stadio Romeo Menti               | 20.920 |
| Entella         | Chiavari   | Ascendido de Prima Divisione | Stadio Comunale Chiavari         | 2.300  |
| Virtus Lanciano | Lanciano   | 10º en Serie B               | Stadio Guido Biondi              | 4.882  |

## Clasificación
| A/D | Pos. | Equipo             | Pts | PJ | PG | PE | PP | GF | GC | DIF |
| --- | ---- | ------------------ | --- | -- | -- | -- | -- | -- | -- | --- |
|     | 1.   | Carpi (A) (C)      | 80  | 42 | 22 | 14 | 6  | 59 | 28 | +31 |
|     | 2.   | Frosinone (A)      | 71  | 42 | 20 | 11 | 11 | 62 | 49 | +13 |
|     | 3.   | Bologna (A)        | 68  | 42 | 17 | 17 | 8  | 49 | 35 | +14 |
|     | 4.   | Vicenza            | 68  | 42 | 18 | 13 | 11 | 44 | 37 | +7  |
|     | 5.   | Spezia             | 67  | 42 | 18 | 13 | 11 | 59 | 40 | +19 |
|     | 6.   | Perugia            | 66  | 42 | 16 | 18 | 8  | 49 | 40 | +9  |
|     | 7.   | Pescara            | 61  | 42 | 16 | 13 | 13 | 69 | 55 | +14 |
|     | 8.   | Avellino           | 59  | 42 | 15 | 14 | 13 | 42 | 42 | 0   |
|     | 9.   | Livorno            | 59  | 42 | 15 | 14 | 13 | 57 | 50 | +7  |
|     | 10.  | Bari               | 54  | 42 | 14 | 12 | 16 | 43 | 49 | -6  |
|     | 11.  | Trapani            | 53  | 42 | 13 | 14 | 15 | 56 | 67 | -11 |
|     | 12.  | Ternana            | 51  | 42 | 13 | 12 | 17 | 36 | 47 | -11 |
|     | 13.  | Virtus Lanciano    | 50  | 42 | 10 | 20 | 12 | 49 | 48 | +1  |
|     | 14.  | Latina             | 50  | 42 | 11 | 17 | 14 | 38 | 41 | -3  |
|     | 15.  | Catania            | 49  | 42 | 12 | 13 | 17 | 59 | 60 | -1  |
|     | 16.  | Pro Vercelli       | 49  | 42 | 12 | 13 | 17 | 46 | 57 | -11 |
|     | 17.  | Crotone            | 48  | 42 | 12 | 12 | 18 | 42 | 52 | -10 |
|     | 18.  | Modena             | 47  | 42 | 10 | 17 | 15 | 37 | 39 | -2  |
|     | 19.  | Virtus Entella (D) | 47  | 42 | 10 | 17 | 15 | 37 | 52 | -15 |
|     | 20.  | Cittadella (D)     | 44  | 42 | 9  | 17 | 16 | 47 | 56 | -9  |
|     | 21.  | Brescia (D) (-6)   | 42  | 42 | 12 | 12 | 18 | 54 | 63 | -9  |
|     | 22.  | Varese (D) (-4)    | 35  | 42 | 9  | 12 | 21 | 40 | 67 | -27 |

Pts. = Puntos; P. J. = Partidos jugados; G. = Partidos ganados; E. = Partidos empatados; P. = Partidos perdidos; G. F. = Goles a favor; G. C. = Goles en contra; Dif. = Diferencia de goles
- Brescia se le restó 6 puntos.
- Varese se le restó 4 puntos.
- *Tienen un partido menos.

|  | Asciende a Serie A 2015/16                                   |
|  | Clasificado para el play-off de ascenso                      |
|  | Participarán en un play-off por la permanencia en la Serie B |
|  | Desciende a Lega Pro Prima Divisione                         |

## Resultados

### Primera rueda
| Perugia   | 2 - 1 | Bologna         | Stadio Renato Curi               | 29 de agosto     | 15:30 |
| Frosinone | 1 - 0 | Brescia         | Stadio Matusa                    | 30 de agosto     | 15:30 |
| Crotone   | 0 - 2 | Ternana         | Stadio Ezio Scida                | 30 de agosto     | 15:30 |
| Catania   | 3 - 3 | Virtus Lanciano | Stadio Angelo Massimino          | 30 de agosto     | 15:30 |
| Avellino  | 1 - 0 | Pro Vercelli    | Stadio Partenio-Adriano Lombardi | 30 de agosto     | 15:30 |
| Livorno   | 0 - 0 | Carpi           | Stadio Armando Picchi            | 30 de agosto     | 15:30 |
| Varese    | 2 - 1 | Spezia          | Stadio Franco Ossola             | 30 de agosto     | 15:30 |
| Pescara   | 0 - 0 | Trapani         | Stadio Adriatico                 | 30 de agosto     | 15:30 |
| Entella   | 0 - 2 | Bari            | Stadio Comunale Chiavari         | 30 de agosto     | 15:30 |
| Modena    | 1 - 1 | Cittadella      | Alberto Braglia                  | 1 de septiembre  | 15:30 |
| Vicenza   | 0 - 0 | Latina          | Stadio Romeo Menti               | 10 de septiembre | 15:30 |

| Latina          | 1 - 0 | Crotone   | Stadio Domenico Francioni       | 6 de septiembre | 13:00 |
| Brescia         | 0 - 1 | Livorno   | Stadio Mario Rigamonti          | 6 de septiembre | 15:30 |
| Bologna         | 1 - 1 | Entella   | Stadio Renato Dall'Ara          | 7 de septiembre | 10:00 |
| Carpi           | 4 - 0 | Varese    | Stadio Sandro Cabassi           | 7 de septiembre | 10:00 |
| Cittadella      | 3 - 1 | Avellino  | Stadio Piercesare Tombolato     | 7 de septiembre | 10:00 |
| Spezia          | 2 - 1 | Frosinone | Stadio Alberto Picco            | 7 de septiembre | 10:00 |
| Ternana         | 1 - 1 | Pescara   | Stadio Libero Liberati          | 7 de septiembre | 10:00 |
| Virtus Lanciano | 2 - 0 | Modena    | Stadio Guido Biondi             | 7 de septiembre | 10:00 |
| Trapani         | 2 - 1 | Vicenza   | Stadio Polisportivo Provinciale | 7 de septiembre | 10:00 |
| Pro Vercelli    | 3 - 2 | Catania   | Stadio Silvio Piola             | 7 de septiembre | 13:00 |
| Bari            | 0 - 2 | Perugia   | Stadio San Nicola               | 7 de septiembre | 15:30 |

| Pescara   | 2 - 3 | Bologna         | Stadio Adriatico                 | 12 de septiembre | 15:30 |
| Avellino  | 0 - 0 | Spezia          | Stadio Partenio-Adriano Lombardi | 13 de septiembre | 10:00 |
| Crotone   | 0 - 0 | Carpi           | Stadio Ezio Scida                | 13 de septiembre | 10:00 |
| Frosinone | 0 - 0 | Bari            | Stadio Matusa                    | 13 de septiembre | 10:00 |
| Modena    | 1 - 0 | Pro Vercelli    | Alberto Braglia                  | 13 de septiembre | 10:00 |
| Perugia   | 1 - 0 | Catania         | Stadio Renato Curi               | 13 de septiembre | 10:00 |
| Trapani   | 2 - 1 | Cittadella      | Stadio Polisportivo Provinciale  | 13 de septiembre | 10:00 |
| Varese    | 1 - 1 | Virtus Lanciano | Stadio Franco Ossola             | 13 de septiembre | 10:00 |
| Entella   | 0 - 1 | Brescia         | Stadio Comunale Chiavari         | 13 de septiembre | 10:00 |
| Vicenza   | 0 - 1 | Ternana         | Stadio Romeo Menti               | 14 de septiembre | 13:00 |
| Livorno   | 1 - 1 | Latina          | Stadio Armando Picchi            | 15 de septiembre | 15:30 |

| Carpi           | 2 - 2 | Trapani   | Stadio Sandro Cabassi       | 19 de septiembre | 14:00 |
| Spezia          | 1 - 0 | Entella   | Stadio Alberto Picco        | 19 de septiembre | 16:00 |
| Bari            | 3 - 0 | Livorno   | Stadio San Nicola           | 20 de septiembre | 10:00 |
| Bologna         | 0 - 2 | Crotone   | Stadio Renato Dall'Ara      | 20 de septiembre | 10:00 |
| Brescia         | 0 - 0 | Ternana   | Stadio Mario Rigamonti      | 20 de septiembre | 10:00 |
| Catania         | 0 - 0 | Modena    | Stadio Angelo Massimino     | 20 de septiembre | 10:00 |
| Cittadella      | 3 - 2 | Pescara   | Stadio Piercesare Tombolato | 20 de septiembre | 10:00 |
| Latina          | 1 - 2 | Avellino  | Stadio Domenico Francioni   | 20 de septiembre | 10:00 |
| Pro Vercelli    | 4 - 0 | Varese    | Stadio Silvio Piola         | 20 de septiembre | 10:00 |
| Virtus Lanciano | 1 - 5 | Frosinone | Stadio Guido Biondi         | 20 de septiembre | 10:00 |
| Perugia         | 2 - 2 | Vicenza   | Stadio Renato Curi          | 20 de septiembre | 10:00 |

| Spezia     | 1 - 2 | Carpi           | Stadio Alberto Picco            | 22 de septiembre | 15:30 |
| Brescia    | 1 - 1 | Virtus Lanciano | Stadio Mario Rigamonti          | 23 de septiembre | 15:30 |
| Cittadella | 1 - 2 | Pro Vercelli    | Stadio Piercesare Tombolato     | 23 de septiembre | 15:30 |
| Crotone    | 1 - 1 | Catania         | Stadio Ezio Scida               | 23 de septiembre | 15:30 |
| Frosinone  | 0 - 0 | Avellino        | Stadio Matusa                   | 23 de septiembre | 15:30 |
| Livorno    | 1 - 0 | Varese          | Stadio Armando Picchi           | 23 de septiembre | 15:30 |
| Modena     | 0 - 0 | Perugia         | Alberto Braglia                 | 23 de septiembre | 15:30 |
| Pescara    | 1 - 1 | Latina          | Stadio Adriatico                | 23 de septiembre | 15:30 |
| Ternana    | 0 - 1 | Bologna         | Stadio Libero Liberati          | 23 de septiembre | 15:30 |
| Trapani    | 2 - 2 | Entella         | Stadio Polisportivo Provinciale | 23 de septiembre | 15:30 |
| Vicenza    | 1 - 0 | Bari            | Stadio Romeo Menti              | 23 de septiembre | 15:30 |

| Pro Vercelli    | 1 - 1 | Frosinone  | Stadio Silvio Piola              | 27 de septiembre | 10:00 |
| Varese          | 5 - 2 | Trapani    | Stadio Franco Ossola             | 27 de septiembre | 10:00 |
| Entella         | 2 - 0 | Carpi      | Stadio Comunale Chiavari         | 27 de septiembre | 10:00 |
| Avellino        | 2 - 1 | Livorno    | Stadio Partenio-Adriano Lombardi | 27 de septiembre | 10:00 |
| Bologna         | 1 - 0 | Cittadella | Stadio Renato Dall'Ara           | 27 de septiembre | 10:00 |
| Latina          | 1 - 1 | Ternana    | Stadio Domenico Francioni        | 27 de septiembre | 10:00 |
| Modena          | 2 - 0 | Spezia     | Alberto Braglia                  | 27 de septiembre | 10:00 |
| Perugia         | 1 - 0 | Brescia    | Stadio Renato Curi               | 27 de septiembre | 10:00 |
| Crotone         | 0 - 0 | Vicenza    | Stadio Ezio Scida                | 27 de septiembre | 10:00 |
| Catania         | 2 - 1 | Pescara    | Stadio Angelo Massimino          | 28 de septiembre | 13:00 |
| Virtus Lanciano | 0 - 0 | Bari       | Stadio Guido Biondi              | 29 de septiembre | 15:30 |

| Livorno    | 1 - 0 | Crotone         | Stadio Armando Picchi           | 3 de octubre | 15:30 |
| Trapani    | 1 - 0 | Latina          | Stadio Polisportivo Provinciale | 4 de octubre | 10:00 |
| Bari       | 0 - 0 | Modena          | Stadio Guido Biondi             | 4 de octubre | 10:00 |
| Brescia    | 1 - 1 | Varese          | Stadio Mario Rigamonti          | 4 de octubre | 10:00 |
| Carpi      | 1 - 0 | Pro Vercelli    | Stadio Sandro Cabassi           | 4 de octubre | 10:00 |
| Cittadella | 2 - 3 | Virtus Lanciano | Stadio Piercesare Tombolato     | 4 de octubre | 10:00 |
| Frosinone  | 1 - 0 | Catania         | Stadio Matusa                   | 4 de octubre | 10:00 |
| Pescara    | 4 - 0 | Entella         | Stadio Adriatico                | 4 de octubre | 10:00 |
| Spezia     | 2 - 0 | Perugia         | Stadio Alberto Picco            | 4 de octubre | 10:00 |
| Vicenza    | 0 - 0 | Bologna         | Stadio Romeo Menti              | 4 de octubre | 10:00 |
| Ternana    | 2 - 2 | Avellino        | Stadio Libero Liberati          | 6 de octubre | 15:30 |

| Pro Vercelli    | 1 - 0 | Spezia     | Stadio Silvio Piola              | 11 de octubre  | 13:00 |
| Modena          | 1 - 1 | Brescia    | Alberto Braglia                  | 11 de octubre  | 15:30 |
| Catania         | 1 - 3 | Bari       | Stadio Angelo Massimino          | 12 de octubre  | 7:30  |
| Avellino        | 1 - 0 | Carpi      | Stadio Partenio-Adriano Lombardi | 12 de octubre  | 10:00 |
| Crotone         | 1 - 4 | Pescara    | Stadio Ezio Scida                | 12 de octubre  | 10:00 |
| Latina          | 1 - 2 | Bologna    | Stadio Domenico Francioni        | 12 de octubre  | 10:00 |
| Livorno         | 6 - 0 | Trapani    | Stadio Armando Picchi            | 12 de octubre  | 10:00 |
| Virtus Lanciano | 4 - 0 | Vicenza    | Stadio Guido Biondi              | 12 de octubre  | 10:00 |
| Perugia         | 0 - 1 | Frosinone  | Stadio Renato Curi               | 12 de octubre  | 15:30 |
| Varese          | 2 - 2 | Cittadella | Stadio Franco Ossola             | 13 de octubre  | 15:30 |
| Entella         | 2 - 1 | Ternana    | Stadio Comunale Chiavari         | 4 de noviembre | 14:00 |

| Vicenza         | 2 - 1 | Pescara      | Stadio Romeo Menti              | 17 de octubre | 15:30 |
| Bologna         | 3 - 0 | Varese       | Stadio Renato Dall'Ara          | 18 de octubre | 10:00 |
| Brescia         | 2 - 1 | Pro Vercelli | Stadio Mario Rigamonti          | 18 de octubre | 10:00 |
| Carpi           | 2 - 1 | Latina       | Stadio Sandro Cabassi           | 18 de octubre | 10:00 |
| Frosinone       | 2 - 0 | Modena       | Stadio Matusa                   | 18 de octubre | 10:00 |
| Spezia          | 3 - 0 | Catania      | Stadio Alberto Picco            | 18 de octubre | 10:00 |
| Ternana         | 0 - 4 | Livorno      | Stadio Libero Liberati          | 18 de octubre | 10:00 |
| Trapani         | 3 - 1 | Crotone      | Stadio Polisportivo Provinciale | 18 de octubre | 10:00 |
| Virtus Lanciano | 1 - 1 | Perugia      | Stadio Guido Biondi             | 18 de octubre | 10:00 |
| Bari            | 4 - 0 | Avellino     | Stadio Guido Biondi             | 19 de octubre | 13:00 |
| Cittadella      | 0 - 1 | Entella      | Stadio Piercesare Tombolato     | 20 de octubre | 15:30 |

| Ternana      | 1 - 2 | Trapani         | Stadio Libero Liberati           | 24 de octubre | 14:00 |
| Modena       | 0 - 0 | Bologna         | Alberto Braglia                  | 24 de octubre | 16:00 |
| Avellino     | 1 - 1 | Virtus Lanciano | Stadio Partenio-Adriano Lombardi | 25 de octubre | 10:00 |
| Crotone      | 2 - 2 | Cittadella      | Stadio Ezio Scida                | 25 de octubre | 10:00 |
| Latina       | 1 - 1 | Brescia         | Stadio Domenico Francioni        | 25 de octubre | 10:00 |
| Livorno      | 0 - 1 | Spezia          | Stadio Armando Picchi            | 25 de octubre | 10:00 |
| Pescara      | 0 - 5 | Carpi           | Stadio Adriatico                 | 25 de octubre | 10:00 |
| Pro Vercelli | 0 - 0 | Perugia         | Stadio Silvio Piola              | 25 de octubre | 10:00 |
| Varese       | 1 - 0 | Bari            | Stadio Franco Ossola             | 25 de octubre | 10:00 |
| Entella      | 1 - 0 | Frosinone       | Stadio Comunale Chiavari         | 25 de octubre | 10:00 |
| Catania      | 3 - 1 | Vicenza         | Stadio Angelo Massimino          | 25 de octubre | 10:00 |

| Bologna         | 2 - 1 | Trapani      | Stadio Polisportivo Provinciale | 27 de octubre | 16:30 |
| Bari            | 0 - 0 | Pescara      | Stadio Guido Biondi             | 28 de octubre | 16:30 |
| Brescia         | 2 - 1 | Crotone      | Stadio Mario Rigamonti          | 28 de octubre | 16:30 |
| Carpi           | 3 - 1 | Ternana      | Stadio Sandro Cabassi           | 28 de octubre | 16:30 |
| Catania         | 5 - 1 | Entella      | Stadio Angelo Massimino         | 28 de octubre | 16:30 |
| Cittadella      | 1 - 1 | Livorno      | Stadio Piercesare Tombolato     | 28 de octubre | 16:30 |
| Frosinone       | 1 - 1 | Varese       | Stadio Matusa                   | 28 de octubre | 16:30 |
| Perugia         | 0 - 0 | Avellino     | Stadio Renato Curi              | 28 de octubre | 16:30 |
| Spezia          | 1 - 1 | Latina       | Stadio Alberto Picco            | 28 de octubre | 16:30 |
| Virtus Lanciano | 2 - 0 | Pro Vercelli | Stadio Guido Biondi             | 28 de octubre | 16:30 |
| Vicenza         | 0 - 2 | Modena       | Stadio Romeo Menti              | 28 de octubre | 16:30 |

| Crotone      | 2 - 1 | Perugia         | Stadio Ezio Scida                | 1 de noviembre | 11:00 |
| Livorno      | 3 - 2 | Bologna         | Stadio Armando Picchi            | 1 de noviembre | 11:00 |
| Pescara      | 1 - 2 | Spezia          | Stadio Adriatico                 | 1 de noviembre | 11:00 |
| Pro Vercelli | 2 - 1 | Bari            | Stadio Silvio Piola              | 1 de noviembre | 11:00 |
| Ternana      | 1 - 1 | Cittadella      | Stadio Libero Liberati           | 1 de noviembre | 11:00 |
| Trapani      | 3 - 2 | Brescia         | Stadio Polisportivo Provinciale  | 1 de noviembre | 11:00 |
| Entella      | 0 - 0 | Virtus Lanciano | Stadio Comunale Chiavari         | 1 de noviembre | 11:00 |
| Avellino     | 1 - 0 | Catania         | Stadio Partenio-Adriano Lombardi | 1 de noviembre | 11:00 |
| Carpi        | 1 - 0 | Vicenza         | Stadio Sandro Cabassi            | 1 de noviembre | 11:00 |
| Latina       | 1 - 4 | Frosinone       | Stadio Domenico Francioni        | 2 de noviembre | 8:30  |
| Varese       | 2 - 1 | Modena          | Stadio Franco Ossola             | 2 de noviembre | 14:00 |

| Spezia          | 2 - 1 | Crotone      | Stadio Alberto Picco        | 7 de noviembre  | 16:30 |
| Bologna         | 0 - 0 | Carpi        | Stadio Renato Dall'Ara      | 8 de noviembre  | 11:00 |
| Brescia         | 1 - 3 | Pescara      | Stadio Mario Rigamonti      | 8 de noviembre  | 11:00 |
| Catania         | 2 - 1 | Varese       | Stadio Angelo Massimino     | 8 de noviembre  | 11:00 |
| Cittadella      | 1 - 1 | Latina       | Stadio Piercesare Tombolato | 8 de noviembre  | 11:00 |
| Frosinone       | 4 - 1 | Trapani      | Stadio Matusa               | 8 de noviembre  | 11:00 |
| Modena          | 1 - 2 | Avellino     | Alberto Braglia             | 8 de noviembre  | 11:00 |
| Perugia         | 2 - 1 | Entella      | Stadio Renato Curi          | 8 de noviembre  | 11:00 |
| Virtus Lanciano | 1 - 0 | Livorno      | Stadio Guido Biondi         | 8 de noviembre  | 11:00 |
| Vicenza         | 2 - 1 | Pro Vercelli | Stadio Romeo Menti          | 8 de noviembre  | 11:00 |
| Bari            | 0 - 1 | Ternana      | Stadio San Nicola           | 10 de noviembre | 16:30 |

| Carpi    | 5 - 2 | Cittadella      | Stadio Sandro Cabassi            | 15 de noviembre | 14:00 |
| Bologna  | 1 - 2 | Brescia         | Stadio Renato Dall'Ara           | 15 de noviembre | 16:30 |
| Trapani  | 2 - 2 | Catania         | Stadio Polisportivo Provinciale  | 16 de noviembre | 8:30  |
| Crotone  | 1 - 0 | Bari            | Stadio Ezio Scida                | 16 de noviembre | 11:00 |
| Latina   | 1 - 0 | Virtus Lanciano | Stadio Domenico Francioni        | 16 de noviembre | 11:00 |
| Livorno  | 3 - 1 | Pro Vercelli    | Stadio Armando Picchi            | 16 de noviembre | 11:00 |
| Pescara  | 3 - 0 | Frosinone       | Stadio Adriatico                 | 16 de noviembre | 11:00 |
| Ternana  | 0 - 0 | Spezia          | Stadio Libero Liberati           | 16 de noviembre | 11:00 |
| Varese   | 1 - 1 | Perugia         | Stadio Franco Ossola             | 16 de noviembre | 11:00 |
| Avellino | 0 - 1 | Vicenza         | Stadio Partenio-Adriano Lombardi | 16 de noviembre | 14:00 |
| Entella  | 1 - 1 | Modena          | Stadio Comunale Chiavari         | 16 de diciembre | 16:30 |

| Frosinone       | 5 - 1 | Livorno    | Stadio Matusa                    | 21 de noviembre | 16:30 |
| Modena          | 2 - 0 | Pescara    | Alberto Braglia                  | 22 de noviembre | 11:00 |
| Perugia         | 2 - 2 | Ternana    | Stadio Renato Curi               | 22 de noviembre | 11:00 |
| Pro Vercelli    | 2 - 0 | Entella    | Stadio Silvio Piola              | 22 de noviembre | 11:00 |
| Spezia          | 1 - 1 | Bologna    | Stadio Alberto Picco             | 22 de noviembre | 11:00 |
| Virtus Lanciano | 1 - 1 | Crotone    | Stadio Guido Biondi              | 22 de noviembre | 11:00 |
| Avellino        | 0 - 0 | Varese     | Stadio Partenio-Adriano Lombardi | 22 de noviembre | 11:00 |
| Bari            | 4 - 0 | Trapani    | Stadio San Nicola                | 22 de noviembre | 11:00 |
| Brescia         | 3 - 3 | Carpi      | Stadio Mario Rigamonti           | 22 de noviembre | 11:00 |
| Vicenza         | 1 - 1 | Cittadella | Stadio Romeo Menti               | 22 de noviembre | 11:00 |
| Catania         | 1 - 0 | Latina     | Stadio Angelo Massimino          | 23 de noviembre | 14:00 |

| Pescara    | 1 - 1 | Virtus Lanciano | Stadio Adriatico                | 28 de noviembre | 16:30 |
| Carpi      | 0 - 0 | Frosinone       | Stadio Sandro Cabassi           | 29 de noviembre | 11:00 |
| Cittadella | 1 - 1 | Brescia         | Stadio Piercesare Tombolato     | 29 de noviembre | 11:00 |
| Crotone    | 1 - 4 | Modena          | Stadio Ezio Scida               | 29 de noviembre | 11:00 |
| Latina     | 1 - 1 | Pro Vercelli    | Stadio Domenico Francioni       | 29 de noviembre | 11:00 |
| Livorno    | 0 - 0 | Perugia         | Stadio Armando Picchi           | 29 de noviembre | 11:00 |
| Ternana    | 1 - 0 | Catania         | Stadio Libero Liberati          | 29 de noviembre | 11:00 |
| Trapani    | 3 - 2 | Spezia          | Stadio Polisportivo Provinciale | 29 de noviembre | 11:00 |
| Entella    | 0 - 0 | Avellino        | Stadio Comunale Chiavari        | 29 de noviembre | 11:00 |
| Varese     | 2 - 3 | Vicenza         | Stadio Franco Ossola            | 29 de noviembre | 11:00 |
| Bologna    | 1 - 0 | Bari            | Stadio Renato Dall'Ara          | 30 de noviembre | 8:30  |

| Frosinone       | 0 - 1 | Ternana    | Stadio Matusa                    | 5 de diciembre | 16:30 |
| Avellino        | 1 - 2 | Crotone    | Stadio Partenio-Adriano Lombardi | 6 de diciembre | 11:00 |
| Bari            | 0 - 1 | Carpi      | Stadio San Nicola                | 6 de diciembre | 11:00 |
| Catania         | 2 - 2 | Bologna    | Stadio Angelo Massimino          | 6 de diciembre | 11:00 |
| Perugia         | 0 - 0 | Latina     | Stadio Renato Curi               | 6 de diciembre | 11:00 |
| Pro Vercelli    | 0 - 4 | Pescara    | Stadio Silvio Piola              | 6 de diciembre | 11:00 |
| Spezia          | 0 - 0 | Cittadella | Stadio Alberto Picco             | 6 de diciembre | 11:00 |
| Varese          | 2 - 2 | Entella    | Stadio Franco Ossola             | 6 de diciembre | 11:00 |
| Virtus Lanciano | 2 - 2 | Trapani    | Stadio Guido Biondi              | 6 de diciembre | 11:00 |
| Modena          | 0 - 0 | Livorno    | Alberto Braglia                  | 8 de diciembre | 11:00 |
| Vicenza         | 2 - 0 | Brescia    | Stadio Romeo Menti               | 8 de diciembre | 13:30 |

| Trapani    | 2 - 2 | Perugia         | Polisportivo Provinciale | 12 de diciembre | 20:30 |
| Bologna    | 2 - 2 | Frosinone       | Renato Dall'Ara          | 13 de diciembre | 15:00 |
| Brescia    | 0 - 1 | Spezia          | Mario Rigamonti          | 13 de diciembre | 15:00 |
| Carpi      | 1 - 0 | Modena          | Sandro Cabassi           | 13 de diciembre | 15:00 |
| Cittadella | 0 - 2 | Bari            | Pier Cesare Tombolato    | 13 de diciembre | 15:00 |
| Crotone    | 0 - 1 | Pro Vercelli    | Ezio Scida               | 13 de diciembre | 15:00 |
| Livorno    | 4 - 2 | Catania         | Armando Picchi           | 13 de diciembre | 15:00 |
| Pescara    | 0 - 0 | Avellino        | Adriatico                | 13 de diciembre | 15:00 |
| Ternana    | 0 - 1 | Virtus Lanciano | Libero Liberati          | 13 de diciembre | 15:00 |
| Entella    | 2 - 1 | Vicenza         | Comunale Chiavari        | 13 de diciembre | 15:00 |
| Latina     | 1 - 0 | Varese          | Domenico Francioni       | 15 de diciembre | 20:30 |

| Virtus Lanciano | 1 - 1 | Carpi      | Guido Biondi              | 19 de diciembre | 19:00 |
| Avellino        | 1 - 0 | Bologna    | Partenio-Adriano Lombardi | 19 de diciembre | 21:00 |
| Bari            | 4 - 0 | Latina     | San Nicola                | 20 de diciembre | 15:00 |
| Catania         | 2 - 2 | Brescia    | Angelo Massimino          | 20 de diciembre | 15:00 |
| Frosinone       | 1 - 1 | Cittadella | Matusa                    | 20 de diciembre | 15:00 |
| Modena          | 2 - 1 | Trapani    | Alberto Braglia           | 20 de diciembre | 15:00 |
| Perugia         | 2 - 2 | Pescara    | Renato Curi               | 20 de diciembre | 15:00 |
| Pro Vercelli    | 2 - 1 | Ternana    | Silvio Piola              | 20 de diciembre | 15:00 |
| Varese          | 1 - 0 | Crotone    | Franco Ossola             | 20 de diciembre | 15:00 |
| Entella         | 1 - 1 | Livorno    | Comunale Chiavari         | 20 de diciembre | 15:00 |
| Vicenza         | 1 - 0 | Spezia     | Romeo Menti               | 20 de diciembre | 15:00 |

| Crotone    | 2 - 0 | Frosinone       | Ezio Scida               | 24 de diciembre | 12:30 |
| Bologna    | 3 - 0 | Pro Vercelli    | Renato Dall'Ara          | 24 de diciembre | 15:00 |
| Brescia    | 1 - 0 | Bari            | Mario Rigamonti          | 24 de diciembre | 15:00 |
| Carpi      | 4 - 0 | Perugia         | Sandro Cabassi           | 24 de diciembre | 15:00 |
| Cittadella | 3 - 2 | Catania         | Pier Cesare Tombolato    | 24 de diciembre | 15:00 |
| Latina     | 1 - 1 | Entella         | Domenico Francioni       | 24 de diciembre | 15:00 |
| Pescara    | 2 - 0 | Varese          | Adriatico                | 24 de diciembre | 15:00 |
| Spezia     | 3 - 3 | Virtus Lanciano | Alberto Picco            | 24 de diciembre | 15:00 |
| Ternana    | 1 - 0 | Modena          | Libero Liberati          | 24 de diciembre | 15:00 |
| Trapani    | 4 - 1 | Avellino        | Polisportivo Provinciale | 24 de diciembre | 15:00 |
| Vicenza    | 0 - 0 | Livorno         | Romeo Menti              | 24 de diciembre | 15:00 |

| Bari            | 0 - 1 | Spezia     | San Nicola                | 28 de diciembre | 12:30 |
| Avellino        | 2 - 0 | Brescia    | Partenio-Adriano Lombardi | 28 de diciembre | 15:00 |
| Catania         | 0 - 2 | Carpi      | Angelo Massimino          | 28 de diciembre | 15:00 |
| Modena          | 0 - 0 | Latina     | Albert Braglia            | 28 de diciembre | 15:00 |
| Perugia         | 3 - 1 | Cittadella | Renato Curi               | 28 de diciembre | 15:00 |
| Pro Vercelli    | 1 - 0 | Trapani    | Silvio Piola              | 28 de diciembre | 15:00 |
| Varese          | 2 - 0 | Ternana    | Franco Ossola             | 28 de diciembre | 15:00 |
| Entella         | 1 - 1 | Crotone    | Comunale Chiavari         | 28 de diciembre | 15:00 |
| Virtus Lanciano | 1 - 2 | Bologna    | Guido Biondi              | 28 de diciembre | 15:00 |
| Frosinone       | 1 - 0 | Vicenza    | Matusa                    | 28 de diciembre | 15:00 |
| Livorno         | 1 - 2 | Pescara    | Armando Picchi            | 28 de diciembre | 18:00 |

### Segunda rueda
| Ternana         | 2 - 1 | Crotone   | Libero Liberati          | 17 de enero | 15:00 |
| Brescia         | 3 - 1 | Frosinone | Mario Rigamonti          | 17 de enero | 15:00 |
| Virtus Lanciano | 3 - 0 | Catania   | Guido Biondi             | 17 de enero | 15:00 |
| Pro Vercelli    | 1 - 1 | Avellino  | Silvio Piola             | 17 de enero | 15:00 |
| Cittadella      | 1 - 1 | Modena    | Pier Cesare Tombolato    | 17 de enero | 15:00 |
| Spezia          | 1 - 1 | Varese    | Alberto Picco            | 17 de enero | 15:00 |
| Trapani         | 2 - 4 | Pescara   | Polisportivo Provinciale | 17 de enero | 15:00 |
| Bari            | 0 - 0 | Entella   | San Nicola               | 17 de enero | 15:00 |
| Latina          | 0 - 0 | Vicenza   | Domenico Francioni       | 17 de enero | 15:00 |
| Carpi           | 1 - 2 | Livorno   | Sandro Cabassi           | 18 de enero | 18:00 |
| Bologna         | 2 - 1 | Perugia   | Renato Dall'Ara          | 19 de enero | 20:30 |

| Catania   | 4 - 0 | Pro Vercelli    | Angelo Massimino          | 23 de enero | 20:30 |
| Avellino  | 1 - 2 | Cittadella      | Partenio-Adriano Lombardi | 24 de enero | 15:00 |
| Crotone   | 2 - 1 | Latina          | Ezio Scida                | 24 de enero | 15:00 |
| Frosinone | 1 - 1 | Spezia          | Stadio Matusa             | 24 de enero | 15:00 |
| Livorno   | 4 - 2 | Brescia         | Armando Picchi            | 24 de enero | 15:00 |
| Perugia   | 0 - 0 | Bari            | Stadio Renato Curi        | 24 de enero | 15:00 |
| Pescara   | 1 - 2 | Ternana         | Adriatico                 | 24 de enero | 15:00 |
| Varese    | 0 - 1 | Carpi           | Franco Ossola             | 24 de enero | 15:00 |
| Vicenza   | 3 - 0 | Trapani         | Romeo Menti               | 24 de enero | 15:00 |
| Entella   | 1 - 2 | Bologna         | Comunale Chiavari         | 24 de enero | 15:00 |
| Modena    | 1 - 1 | Virtus Lanciano | Alberto Braglia           | 25 de enero | 12:30 |

| Bari            | 4 - 0 | Frosinone | San Nicola            | 30 de enero  | 20:30 |
| Bologna         | 0 - 0 | Pescara   | Renato Dall'Ara       | 31 de enero  | 15:00 |
| Brescia         | 3 - 0 | Entella   | Mario Rigamonti       | 31 de enero  | 15:00 |
| Carpi           | 2 - 1 | Crotone   | Sandro Cabassi        | 31 de enero  | 15:00 |
| Catania         | 2 - 0 | Perugia   | Angelo Massimino      | 31 de enero  | 15:00 |
| Cittadella      | 1 - 0 | Trapani   | Pier Cesare Tombolato | 31 de enero  | 15:00 |
| Latina          | 3 - 2 | Livorno   | Domenico Francioni    | 31 de enero  | 15:00 |
| Pro Vercelli    | 1 - 1 | Modena    | Silvio Piola          | 31 de enero  | 15:00 |
| Ternana         | 0 - 2 | Vicenza   | Libero Liberati       | 31 de enero  | 15:00 |
| Virtus Lanciano | 1 - 2 | Varese    | Guido Bondi           | 31 de enero  | 15:00 |
| Spezia          | 0 - 1 | Avellino  | Alberto Picco         | 2 de febrero | 12:30 |

| Trapani   | 0 - 0 | Carpi           | Polisportivo Provinciale  | 6 de febrero | 20:30 |
| Avellino  | 1 - 0 | Latina          | Partenio-Adriano Lombardi | 7 de febrero | 15:00 |
| Crotone   | 0 - 2 | Bologna         | Ezio Scida                | 7 de febrero | 15:00 |
| Frosinone | 2 - 1 | Virtus Lanciano | Stadio Matusa             | 7 de febrero | 15:00 |
| Livorno   | 3 - 2 | Bari            | Armando Picchi            | 7 de febrero | 15:00 |
| Pescara   | 1 - 1 | Cittadella      | Adriatico                 | 7 de febrero | 15:00 |
| Varese    | 1 - 1 | Pro Vercelli    | Franco Ossola             | 7 de febrero | 15:00 |
| Vicenza   | 3 - 1 | Perugia         | Romeo Menti               | 7 de febrero | 15:00 |
| Entella   | 2 - 0 | Spezia          | Comunale Chiavari         | 7 de febrero | 15:00 |
| Ternana   | 2 - 1 | Brescia         | Libero Liberati           | 8 de febrero | 18:00 |
| Modena    | 0 - 0 | Catania         | Alberto Braglia           | 10 de marzo  | 18:30 |

| Perugia         | 2 - 0 | Modena     | Stadio Renato Curi        | 13 de febrero | 20:30 |
| Avellino        | 3 - 0 | Frosinone  | Partenio-Adriano Lombardi | 14 de febrero | 15:00 |
| Bari            | 0 - 1 | Vicenza    | San Nicola                | 14 de febrero | 15:00 |
| Bologna         | 0 - 0 | Ternana    | Renato Dall'Ara           | 14 de febrero | 15:00 |
| Carpi           | 0 - 0 | Spezia     | Sandro Cabassi            | 14 de febrero | 15:00 |
| Latina          | 2 - 0 | Pescara    | Domenico Francioni        | 14 de febrero | 15:00 |
| Pro Vercelli    | 0 - 1 | Cittadella | Silvio Piola              | 14 de febrero | 15:00 |
| Varese          | 0 - 1 | Livorno    | Franco Ossola             | 14 de febrero | 15:00 |
| Entella         | 1 - 1 | Trapani    | Comunale Chiavari         | 14 de febrero | 15:00 |
| Virtus Lanciano | 2 - 0 | Brescia    | Guido Bondi               | 14 de febrero | 15:00 |
| Catania         | 1 - 1 | Crotone    | Angelo Massimino          | 16 de febrero | 20:30 |

| Brescia    | 1 - 2 | Perugia         | Mario Rigamonti          | 21 de febrero | 15:00 |
| Carpi      | 0 - 0 | Entella         | Sandro Cabassi           | 21 de febrero | 15:00 |
| Cittadella | 0 - 1 | Bologna         | Pier Cesare Tombolato    | 21 de febrero | 15:00 |
| Frosinone  | 3 - 2 | Pro Vercelli    | Stadio Matusa            | 21 de febrero | 15:00 |
| Spezia     | 3 - 2 | Modena          | Alberto Picco            | 21 de febrero | 15:00 |
| Ternana    | 0 - 2 | Latina          | Libero Liberati          | 21 de febrero | 15:00 |
| Trapani    | 0 - 0 | Varese          | Polisportivo Provinciale | 21 de febrero | 15:00 |
| Vicenza    | 1 - 0 | Crotone         | Romeo Menti              | 21 de febrero | 15:00 |
| Bari       | 2 - 0 | Virtus Lanciano | San Nicola               | 21 de febrero | 18:00 |
| Livorno    | 0 - 1 | Avellino        | Armando Picchi           | 22 de febrero | 12:30 |
| Pescara    | 1 - 0 | Catania         | Adriatico                | 22 de febrero | 15:00 |

| Latina          | 1 - 0 | Trapani    | Domenico Francioni        | 27 de febrero | 19:00 |
| Bologna         | 0 - 2 | Vicenza    | Renato Dall'Ara           | 27 de febrero | 21:00 |
| Avellino        | 1 - 1 | Ternana    | Partenio-Adriano Lombardi | 28 de febrero | 15:00 |
| Catania         | 1 - 2 | Frosinone  | Angelo Massimino          | 28 de febrero | 15:00 |
| Crotone         | 1 - 0 | Livorno    | Ezio Scida                | 28 de febrero | 15:00 |
| Modena          | 0 - 1 | Bari       | Alberto Braglia           | 28 de febrero | 15:00 |
| Perugia         | 2 - 1 | Spezia     | Stadio Renato Curi        | 28 de febrero | 15:00 |
| Pro Vercelli    | 0 - 0 | Carpi      | Silvio Piola              | 28 de febrero | 15:00 |
| Varese          | 1 - 2 | Brescia    | Franco Ossola             | 28 de febrero | 15:00 |
| Entella         | 2 - 5 | Pescara    | Stadio Comunale Chiavari  | 28 de febrero | 15:00 |
| Virtus Lanciano | 2 - 2 | Cittadella | Guido Bondi               | 28 de febrero | 15:00 |

| Bari       | 1 - 1 | Catania         | San Nicola               | 3 de marzo | 20:30 |
| Bologna    | 0 - 0 | Latina          | Renato Dall'Ara          | 3 de marzo | 20:30 |
| Brescia    | 0 - 1 | Modena          | Mario Rigamonti          | 3 de marzo | 20:30 |
| Carpi      | 2 - 0 | Avellino        | Sandro Cabassi           | 3 de marzo | 20:30 |
| Cittadella | 3 - 0 | Varese          | Franco Ossola            | 3 de marzo | 20:30 |
| Frosinone  | 2 - 1 | Perugia         | Stadio Matusa            | 3 de marzo | 20:30 |
| Pescara    | 2 - 1 | Crotone         | Adriatico                | 3 de marzo | 20:30 |
| Spezia     | 5 - 2 | Pro Vercelli    | Alberto Picco            | 3 de marzo | 20:30 |
| Ternana    | 0 - 1 | Entella         | Libero Liberati          | 3 de marzo | 20:30 |
| Trapani    | 0 - 0 | Livorno         | Polisportivo Provinciale | 3 de marzo | 20:30 |
| Vicenza    | 2 - 2 | Virtus Lanciano | Romeo Menti              | 3 de marzo | 20:30 |

| Catania      | 2 - 2 | Spezia          | Angelo Massimino          | 7 de marzo | 15:00 |
| Crotone      | 1 - 0 | Trapani         | Ezio Scida                | 7 de marzo | 15:00 |
| Latina       | 0 - 1 | Carpi           | Domenico Francioni        | 7 de marzo | 15:00 |
| Livorno      | 3 - 1 | Ternana         | Armando Picchi            | 7 de marzo | 15:00 |
| Modena       | 1 - 0 | Frosinone       | Alberto Braglia           | 7 de marzo | 15:00 |
| Perugia      | 0 - 0 | Virtus Lanciano | Stadio Renato Curi        | 7 de marzo | 15:00 |
| Pescara      | 2 - 2 | Vicenza         | Adriatico                 | 7 de marzo | 15:00 |
| Pro Vercelli | 0 - 0 | Brescia         | Silvio Piola              | 7 de marzo | 15:00 |
| Varese       | 1 - 3 | Bologna         | Franco Ossola             | 7 de marzo | 15:00 |
| Avellino     | 2 - 0 | Bari            | Partenio-Adriano Lombardi | 7 de marzo | 18:00 |
| Entella      | 2 - 1 | Cittadella      | Comunale Chiavari         | 9 de marzo | 20:30 |

| Spezia          | 3 - 0 | Livorno      | Alberto Picco            | 13 de marzo | 20:30 |
| Bari            | 3 - 0 | Varese       | San Nicola               | 14 de marzo | 15:00 |
| Brescia         | 1 - 2 | Latina       | Mario Rigamonti          | 14 de marzo | 15:00 |
| Carpi           | 1 - 2 | Pescara      | Sandro Cabassi           | 14 de marzo | 15:00 |
| Cittadella      | 0 - 0 | Crotone      | Franco Ossola            | 14 de marzo | 15:00 |
| Frosinone       | 3 - 3 | Entella      | Stadio Matusa            | 14 de marzo | 15:00 |
| Perugia         | 3 - 2 | Pro Vercelli | Stadio Renato Curi       | 14 de marzo | 15:00 |
| Trapani         | 4 - 2 | Ternana      | Polisportivo Provinciale | 14 de marzo | 15:00 |
| Virtus Lanciano | 1 - 0 | Avellino     | Guido Bondi              | 14 de marzo | 15:00 |
| Bologna         | 0 - 0 | Modena       | Renato Dall'Ara          | 15 de marzo | 15:00 |
| Vicenza         | 0 - 0 | Catania      | Romeo Menti              | 16 de marzo | 20:30 |

| Pescara      | 0 - 0 | Bari            | Stadio Adriatico                 | 20 de marzo | 16:30 |
| Trapani      | 0 - 0 | Bologna         | Stadio Polisportivo Provinciale  | 21 de marzo | 11:00 |
| Crotone      | 2 - 1 | Brescia         | Ezio Scida                       | 21 de marzo | 11:00 |
| Ternana      | 0 - 1 | Carpi           | Stadio Libero Liberati           | 21 de marzo | 11:00 |
| Entella      | 2 - 0 | Catania         | Stadio Comunale Chiavari         | 21 de marzo | 11:00 |
| Livorno      | 0 - 1 | Cittadella      | Stadio Armando Picchi            | 21 de marzo | 11:00 |
| Avellino     | 1 - 2 | Perugia         | Stadio Partenio-Adriano Lombardi | 21 de marzo | 11:00 |
| Latina       | 1 - 2 | Spezia          | Stadio Domenico Francioni        | 21 de marzo | 11:00 |
| Pro Vercelli | 2 - 1 | Virtus Lanciano | Stadio Silvio Piola              | 21 de marzo | 11:00 |
| Modena       | 1 - 2 | Vicenza         | Alberto Braglia                  | 21 de marzo | 11:00 |
| Varese       | 1 - 4 | Frosinone       | Stadio Franco Ossola             | 23 de marzo | 16:30 |

| Bologna         | 2 - 0 | Livorno      | Renato Dall'Ara       | 28 de marzo | 11:00 |
| Spezia          | 2 - 2 | Pescara      | Alberto Picco         | 28 de marzo | 11:00 |
| Vicenza         | 1 - 2 | Carpi        | Romeo Menti           | 28 de marzo | 14:00 |
| Perugia         | 0 - 0 | Crotone      | Stadio Renato Curi    | 29 de marzo | 7:30  |
| Modena          | 1 - 1 | Varese       | Alberto Braglia       | 29 de marzo | 10:00 |
| Virtus Lanciano | 1 - 0 | Entella      | Guido Biondi          | 29 de marzo | 10:00 |
| Catania         | 1 - 0 | Avellino     | Angelo Massimino      | 29 de marzo | 10:00 |
| Bari            | 1 - 0 | Pro Vercelli | San Nicola            | 29 de marzo | 10:00 |
| Cittadella      | 0 - 0 | Ternana      | Pier Cesare Tombolato | 29 de marzo | 10:00 |
| Brescia         | 1 - 1 | Trapani      | Mario Rigamonti       | 29 de marzo | 15:30 |
| Frosinone       | 1 - 0 | Latina       | Stadio Matusa         | 14 de abril | 13:00 |

| Carpi        | 3 - 0 | Bologna         | Sandro Cabassi                   | 1 de abril | 15:30 |
| Ternana      | 2 - 0 | Bari            | Stadio Libero Liberati           | 2 de abril | 15:30 |
| Pescara      | 2 - 3 | Brescia         | Stadio Adriatico                 | 2 de abril | 15:30 |
| Varese       | 0 - 3 | Catania         | Stadio Franco Ossola             | 2 de abril | 15:30 |
| Latina       | 3 - 2 | Cittadella      | Stadio Domenico Francioni        | 2 de abril | 15:30 |
| Trapani      | 3 - 1 | Frosinone       | Stadio Polisportivo Provinciale  | 2 de abril | 15:30 |
| Avellino     | 1 - 0 | Modena          | Stadio Partenio-Adriano Lombardi | 2 de abril | 15:30 |
| Entella      | 0 - 2 | Perugia         | Stadio Comunale Chiavari         | 2 de abril | 15:30 |
| Crotone      | 2 - 0 | Spezia          | Ezio Scida                       | 2 de abril | 15:30 |
| Livorno      | 1 - 0 | Virtus Lanciano | Stadio Armando Picchi            | 2 de abril | 15:30 |
| Pro Vercelli | 1 - 1 | Vicenza         | Stadio Silvio Piola              | 2 de abril | 15:30 |

| Vicenza         | 1 - 0 | Avellino | Romeo Menti           | 10 de abril | 15:30 |
| Catania         | 4 - 1 | Trapani  | Angelo Massimino      | 11 de abril | 10:00 |
| Modena          | 2 - 0 | Entella  | Alberto Braglia       | 11 de abril | 10:00 |
| Brescia         | 1 - 1 | Bologna  | Mario Rigamonti       | 11 de abril | 10:00 |
| Cittadella      | 0 - 1 | Carpi    | Pier Cesare Tombolato | 11 de abril | 10:00 |
| Bari            | 1 - 1 | Crotone  | San Nicola            | 11 de abril | 10:00 |
| Virtus Lanciano | 1 - 1 | Latina   | Guido Biondi          | 11 de abril | 10:00 |
| Pro Vercelli    | 3 - 3 | Livorno  | Stadio Silvio Piola   | 11 de abril | 10:00 |
| Frosinone       | 2 - 1 | Pescara  | Stadio Matusa         | 11 de abril | 10:00 |
| Spezia          | 0 - 1 | Ternana  | Alberto Picco         | 11 de abril | 10:00 |
| Perugia         | 2 - 0 | Varese   | Stadio Renato Curi    | 13 de abril | 15:30 |

| Cittadella | 0 - 1 | Vicenza         | Pier Cesare Tombolato           | 17 de abril | 15:30 |
| Trapani    | 1 - 1 | Bari            | Stadio Polisportivo Provinciale | 18 de abril | 10:00 |
| Carpi      | 3 - 0 | Brescia         | Sandro Cabassi                  | 18 de abril | 10:00 |
| Pescara    | 1 - 0 | Modena          | Stadio Adriatico                | 18 de abril | 10:00 |
| Ternana    | 0 - 0 | Perugia         | Stadio Libero Liberati          | 18 de abril | 10:00 |
| Bologna    | 0 - 0 | Spezia          | Renato Dall'Ara                 | 18 de abril | 10:00 |
| Crotone    | 1 - 1 | Virtus Lanciano | Ezio Scida                      | 18 de abril | 10:00 |
| Varese     | 1 - 1 | Avellino        | Stadio Franco Ossola            | 19 de abril | 10:00 |
| Latina     | 1 - 2 | Catania         | Stadio Domenico Francioni       | 19 de abril | 10:00 |
| Livorno    | 0 - 0 | Frosinone       | Stadio Armando Picchi           | 19 de abril | 10:00 |
| Entella    | 0 - 0 | Pro Vercelli    | Stadio Comunale Chiavari        | 20 de abril | 15:30 |

| Catania         | 2 - 0 | Ternana    | Angelo Massimino                 | 24 de abril | 14:00 |
| Bari            | 1 - 1 | Bologna    | San Nicola                       | 24 de abril | 16:00 |
| Spezia          | 3 - 0 | Trapani    | Alberto Picco                    | 25 de abril | 10:00 |
| Avellino        | 1 - 1 | Entella    | Stadio Partenio-Adriano Lombardi | 25 de abril | 10:00 |
| Frosinone       | 1 - 0 | Carpi      | Stadio Matusa                    | 25 de abril | 10:00 |
| Brescia         | 0 - 0 | Cittadella | Mario Rigamonti                  | 25 de abril | 10:00 |
| Modena          | 3 - 0 | Crotone    | Alberto Braglia                  | 25 de abril | 10:00 |
| Pro Vercelli    | 1 - 1 | Latina     | Stadio Silvio Piola              | 25 de abril | 10:00 |
| Perugia         | 1 - 1 | Livorno    | Stadio Renato Curi               | 25 de abril | 10:00 |
| Virtus Lanciano | 0 - 1 | Pescara    | Guido Biondi                     | 25 de abril | 10:00 |
| Vicenza         | 1 - 0 | Varese     | Romeo Menti                      | 25 de abril | 10:00 |

| Bologna    | 2 - 0 | Catania         | Renato Dall'Ara                 | 27 de abril | 15:30 |
| Crotone    | 2 - 0 | Avellino        | Ezio Scida                      | 28 de abril | 15:30 |
| Carpi      | 0 - 0 | Bari            | Sandro Cabassi                  | 28 de abril | 15:30 |
| Ternana    | 0 - 1 | Frosinone       | Stadio Libero Liberati          | 28 de abril | 15:30 |
| Livorno    | 1 - 1 | Modena          | Stadio Armando Picchi           | 28 de abril | 15:30 |
| Latina     | 0 - 0 | Perugia         | Stadio Domenico Francioni       | 28 de abril | 15:30 |
| Pescara    | 1 - 0 | Pro Vercelli    | Stadio Adriatico                | 28 de abril | 15:30 |
| Cittadella | 1 - 3 | Spezia          | Pier Cesare Tombolato           | 28 de abril | 15:30 |
| Entella    | 0 - 1 | Varese          | Stadio Comunale Chiavari        | 28 de abril | 15:30 |
| Trapani    | 1 - 0 | Virtus Lanciano | Stadio Polisportivo Provinciale | 28 de abril | 15:30 |
| Brescia    | 3 - 0 | Vicenza         | Mario Rigamonti                 | 28 de abril | 15:30 |

| Varese          | 1 - 2 | Latina     | Stadio Franco Ossola             | 2 de mayo | 10:00 |
| Catania         | 1 - 1 | Livorno    | Angelo Massimino                 | 2 de mayo | 10:00 |
| Virtus Lanciano | 1 - 1 | Ternana    | Guido Biondi                     | 2 de mayo | 10:00 |
| Perugia         | 1 - 0 | Trapani    | Stadio Renato Curi               | 2 de mayo | 10:00 |
| Frosinone       | 2 - 1 | Bologna    | Stadio Matusa                    | 2 de mayo | 10:00 |
| Spezia          | 4 - 1 | Brescia    | Alberto Picco                    | 2 de mayo | 10:00 |
| Bari            | 1 - 0 | Cittadella | San Nicola                       | 2 de mayo | 10:00 |
| Pro Vercelli    | 3 - 2 | Crotone    | Stadio Silvio Piola              | 2 de mayo | 10:00 |
| Vicenza         | 0 - 0 | Entella    | Romeo Menti                      | 2 de mayo | 10:00 |
| Avellino        | 3 - 2 | Pescara    | Stadio Partenio-Adriano Lombardi | 3 de mayo | 10:00 |
| Modena          | 1 - 2 | Carpi      | Alberto Braglia                  | 3 de mayo | 13:00 |

| Livorno    | 2 - 1 | Entella         | Stadio Domenico Francioni       | 8 de mayo  | 15:30 |
| Bologna    | 1 - 1 | Avellino        | Renato Dall'Ara                 | 9 de mayo  | 10:00 |
| Latina     | 2 - 0 | Bari            | Stadio Domenico Francioni       | 9 de mayo  | 10:00 |
| Brescia    | 4 - 2 | Catania         | Mario Rigamonti                 | 9 de mayo  | 10:00 |
| Cittadella | 1 - 1 | Frosinone       | Pier Cesare Tombolato           | 9 de mayo  | 10:00 |
| Trapani    | 3 - 0 | Modena          | Stadio Polisportivo Provinciale | 9 de mayo  | 10:00 |
| Pescara    | 2 - 2 | Perugia         | Stadio Adriatico                | 9 de mayo  | 10:00 |
| Carpi      | 0 - 0 | Virtus Lanciano | Sandro Cabassi                  | 9 de mayo  | 10:00 |
| Ternana    | 0 - 1 | Pro Vercelli    | Stadio Libero Liberati          | 9 de mayo  | 10:05 |
| Spezia     | 0 - 0 | Vicenza         | Alberto Picco                   | 9 de mayo  | 10:05 |
| Crotone    | 1 - 0 | Varese          | Ezio Scida                      | 10 de mayo | 13:00 |

| Perugia         | 2 - 0 | Carpi      | Stadio Renato Curi               | 15 de mayo | 15:30 |
| Pro Vercelli    | 1 - 1 | Bologna    | Stadio Silvio Piola              | 16 de mayo | 10:00 |
| Varese          | 2 - 1 | Pescara    | Stadio Franco Ossola             | 16 de mayo | 10:00 |
| Virtus Lanciano | 0 - 2 | Spezia     | Guido Biondi                     | 16 de mayo | 10:00 |
| Modena          | 1 - 2 | Ternana    | Alberto Braglia                  | 16 de mayo | 10:00 |
| Avellino        | 1 - 1 | Trapani    | Stadio Partenio-Adriano Lombardi | 16 de mayo | 10:00 |
| Catania         | 2 - 3 | Cittadella | Angelo Massimino                 | 16 de mayo | 10:00 |
| Frosinone       | 3 - 1 | Crotone    | Stadio Matusa                    | 16 de mayo | 10:00 |
| Entella         | 2 - 0 | Latina     | Stadio Comunale Chiavari         | 16 de mayo | 10:00 |
| Livorno         | 1 - 1 | Vicenza    | Stadio Armando Picchi            | 16 de mayo | 10:00 |
| Bari            | 3 - 2 | Brescia    | San Nicola                       | 16 de mayo | 13:00 |

| Brescia    | 3 - 2 | Avellino        | Mario Rigamonti                 | 22 de mayo | 15:30 |
| Spezia     | 1 - 0 | Bari            | Alberto Picco                   | 22 de mayo | 15:30 |
| Carpi      | 0 - 0 | Catania         | Sandro Cabassi                  | 22 de mayo | 15:30 |
| Pescara    | 3 - 0 | Livorno         | Stadio Adriatico                | 22 de mayo | 15:30 |
| Latina     | 1 - 1 | Modena          | Stadio Domenico Francioni       | 22 de mayo | 15:30 |
| Cittadella | 0 - 2 | Perugia         | Pier Cesare Tombolato           | 22 de mayo | 15:30 |
| Trapani    | 2 - 1 | Pro Vercelli    | Stadio Polisportivo Provinciale | 22 de mayo | 15:30 |
| Ternana    | 2 - 0 | Varese          | Stadio Libero Liberati          | 22 de mayo | 15:30 |
| Crotone    | 0 - 0 | Entella         | Ezio Scida                      | 22 de mayo | 15:30 |
| Bologna    | 1 - 0 | Virtus Lanciano | Renato Dall'Ara                 | 22 de mayo | 15:30 |
| Vicenza    | 2 - 1 | Frosinone       | Romeo Menti                     | 22 de mayo | 15:30 |

## Permanencia
| Local                         | Resultado                     | Visitante                     | Estadio                      | Fecha                        | Hora                         |
| ----------------------------- | ----------------------------- | ----------------------------- | ---------------------------- | ---------------------------- | ---------------------------- |
| Entella                       | 2 - 2                         | Modena                        | Stadio Comunale Chiavari     | 30 de mayo                   | 13:30                        |
| Modena                        | 1 - 1                         | Entella                       | Stadio Alberto Braglia       | 6 de junio                   | 13:30                        |
| Global: Entella 3-3(v) Modena | Global: Entella 3-3(v) Modena | Global: Entella 3-3(v) Modena | Modena mantiene la categoría | Modena mantiene la categoría | Modena mantiene la categoría |

## Ascenso

### Ronda Preliminar
| Local   | Resultado | Visitante | Estadio              | Fecha      | Hora  |
| ------- | --------- | --------- | -------------------- | ---------- | ----- |
| Perugia | 1 - 2     | Pescara   | Stadio Renato Curi   | 26 de mayo | 13:30 |
| Spezia  | 1 - 2     | Avellino  | Stadio Alberto Picco | 26 de mayo | 16:00 |

### Semifinales
| Local                       | Resultado | Visitante | Estadio            | Fecha      | Hora  |
| --------------------------- | --------- | --------- | ------------------ | ---------- | ----- |
| Pescara                     | 1 - 0     | Vicenza   | Stadio Adriatico   | 29 de mayo | 13:30 |
| Vicenza                     | 2 - 2     | Pescara   | Stadio Romeo Menti | 2 de junio | 16:00 |
| Global: Pescara 3-2 Vicenza |           |           |                    |            |       |

| Local                           | Resultado | Visitante | Estadio                          | Fecha      | Hora  |
| ------------------------------- | --------- | --------- | -------------------------------- | ---------- | ----- |
| Avellino                        | 0 - 1     | Bologna   | Stadio Partenio-Adriano Lombardi | 29 de mayo | 16:00 |
| Bologna                         | 2 - 3     | Avellino  | Renato Dall'Ara                  | 2 de junio | 13:30 |
| Global: Avellino 3-3(v) Bologna |           |           |                                  |            |       |

### Final
| Local                           | Resultado | Visitante | Estadio          | Fecha      | Hora  |
| ------------------------------- | --------- | --------- | ---------------- | ---------- | ----- |
| Pescara                         | 0 - 0     | Bologna   | Stadio Adriatico | 5 de junio | 15:30 |
| Bologna                         | 1 - 1     | Pescara   | Renato Dall'Ara  | 9 de junio | 15:30 |
| Global: Pescara 1-1(v) Bologna* |           |           |                  |            |       |

- Ascendió Bologna por quedar mejor ubicado en la tabla de posiciones.